# Воймега (озеро)
Воймега или Войме́жное (устар. Воймецкое) — озеро в Шатурском районе Московской области. Относится к группе Туголесских озёр. Из северной части озера вытекает река Воймега.

## Физико-географическая характеристика
Озеро, предположительно, ледникового происхождения.
Площадь — 1,12 км² (112 га), длина — около 1500 м, ширина — около 900 м. Берега озера отлогие, низкие. Прибрежная зона заболочена.
Глубина — 1,5-2,5 м, максимальная глубина достигает 2,5 м. Дно покрыто толстым слоем сапропеля. Вода торфяная с тёмно-коричневой окраской.
Зарастаемость озера 50 %. Среди водной растительности распространены камыш, тростник, канадский рис, элодея, рдесты, кубышка, кувшинка, ряска, также встречается стрелолист, рогоз и земноводная гречиха. В озере обитают щука, окунь, карась, плотва, ёрш, язь, вьют, линь, ротан, карп. Встречается ондатра. Озеро с окрестностями образуют зоологический заказник. Здесь обитает русская выхухоль, занесённая в Красную книгу России, из птиц отмечены дроздовидная камышевка, синица-ремез, белая лазоревка и др.
Озеро используется для рыболовства и охоты на уток, имеет научное значение. Ранее на озере велась промышленная добыча сапропеля.